# Lamborghini Aventador
Lamborghini Aventador är en supersportbil, tillverkad av den italienska biltillverkaren Lamborghini mellan 2011 och 2022.
Lamborghinis nya flaggskepp presenterades på Internationella bilsalongen i Genève i mars 2011. Bilen har en ny V12-motor på 6,5 liter och 700 hk och är byggd runt ett chassi i kolfiber.
Lamborghini Aventador LP700-4 är en uppgraderad version av Aventador.